# 한스 모드로
한스 모드로(독일어: Hans Modrow, 1928년 1월 27일 ~ 2023년 2월 11일)는 동독의 정치인이자, 마지막 공산당 총리로 알려졌다.
포메른 지방의 야제니츠(Jasenitz, 지금의 폴란드 폴리체의 야시에니차-Jasienica)에서 태어났다. 그는 간단히 제2차 세계대전을 종말시키는 국민돌격대에 복무하다가, 다음에 전쟁 포로로 잡혔다. 1949년에 석방되어 통일사회당에 입당하였다.
모드로는 1973년 드레스덴에서 통일사회당의 서기와 국민 의회 의원을 포함하여 동독에서 장기적 정치 경력을 가졌다. 1989년 11월 13일 빌리 슈토프 총리의 사임으로 총리가 되었고, 12월 7일 에곤 크렌츠가 통일사회당 당수직을 축출당한 후 동독의 사실상 통치자가 되었다. 1990년 3월 18일에 선거가 열릴 때까지 총리직에 남아있었다.
독일의 재통일 후에 유럽 의회(1999~2004)와 연방 국회의 의원을 지냈다.
1993년 독일 연방 법원은 모드로가 1989년 5월 드레스덴 자치 선거에서 선거 사기 행위에 대하여 유죄 판결을 내렸으나, 재판관은 징역 선고와 벌금을 강요하는 데 거절하였다.
이후에는 좌파당의 명예 의장이었다.
| 전임 빌리 슈토프 | 제5대 독일민주공화국 각료평의회 주석 1989년 11월 13일 – 1990년 4월 12일 | 후임 로타어 데메지에르 |